# Urogymnus
Az Urogymnus a porcos halak (Chondrichthyes) osztályának sasrájaalakúak (Myliobatiformes) rendjébe, ezen belül a tüskésrájafélék (Dasyatidae) családjába tartozó nem.

## Fajai
A nembe az alábbi 6 élő faj tartozik:
- Urogymnus acanthobothrium Last, White & Kyne, 2016
- Urogymnus asperrimus (Bloch & Schneider, 1801) - típusfaj
- Urogymnus dalyensis (Last & Manjaji-Matsumoto, 2008)
- Urogymnus granulatus (Macleay, 1883)
- Urogymnus lobistoma (Manjaji-Matsumoto & Last, 2006)
- édesvízi tüskés rája (Urogymnus polylepis) (Bleeker, 1852)